# Дебют Понциани
Дебю́т Понциа́ни — дебют, начинающийся ходами: 
 1. e2-e4 e7-e5 
 2. Kg1-f3 Kb8-c6 
 3. c2-c3.
В настоящее время данный дебют в гроссмейстерских турнирах практически не встречается.
Относится к открытым началам.

## История
Впервые этот дебют исследовал итальянский теоретик XVIII века Д.Понциани, откуда и возникло такое название. В последующем столетии его детально изучал знаменитый английский шахматист Говард Стаунтон, отчего дебют иногда называют ещё «английской партией». Основная идея этого начала — создание сильного пешечного центра путём d2-d4, однако третий ход (c2-c3) тормозит развитие белых фигур и позволяет чёрным по меньшей мере уравнять шансы, а то и перехватить инициативу. В современной турнирной практике дебют Понциани встречается редко.

## Варианты
- 3…Kg8-f6
- 3…d7-d5(вариант Стейница 3. ... d5 4. Фа4 f6)
- 3…d7-d6
- 3…f7-f5
- 3...Cf8-c5

## Упоминание в искусстве
- В фильме «Диагональ слона» главный герой Акива Либскинд, в матче за звание чемпиона мира по шахматам, для предпоследней 11 партии, в которой ему предстоит играть белыми, выбирает дебют Понциани.

Акива в задумчивости, размышляя о предстоящей партии: «Нам нужен вариант времен до модернистской революции. Какая-нибудь забытая жемчужина».
Затем, во время партии, один из зрителей в недоумении: «Что это за странное начало?». Другой зритель ему отвечает: «Музейный экспонат — дебют Понциани».